# 시드니 워커
시드니 워커(Sydney Walker, 1921년 5월 5일 ~ 1994년 9월 30일)는 미국의 배우, 성우이다.
필라델피아에서 태어났으며 샌프란시스코에서 사망하였다. 사인은 암이다.

## 영화
- 아빠와 한판승 (1994년)
- 미세스 다웃파이어 (1993년)
- 키스의 전주곡 (1992년) - 노인 역
- Shadow Of A Doubt (1991)
- 이와크의 대모험 (1984년)
- 퍼즐 오브 다운폴 차일드 (1970년)
- 러브 스토리 (1970년) - 닥터 샤펠리 역